# 廐神

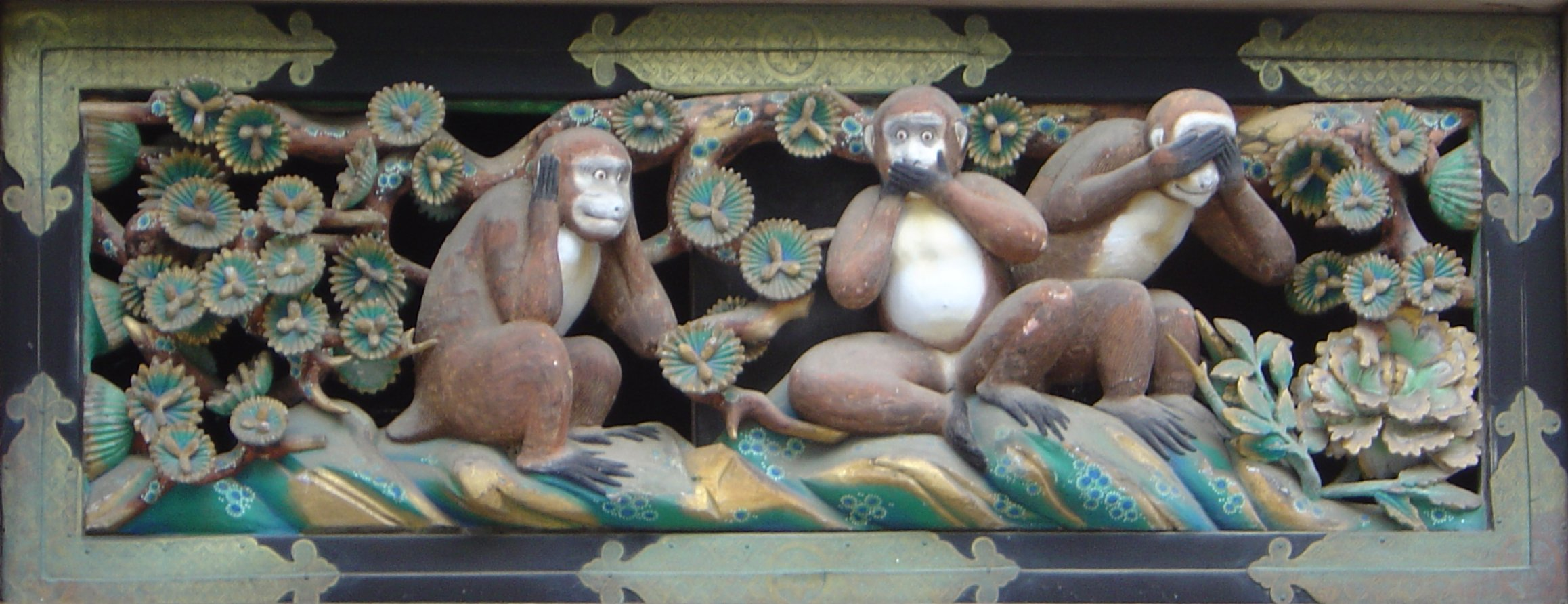
日光東照宮神廐舍的三猿雕像

廐神（日语：うまやがみ）是日本護佑馬廄的神祇，屬於一種民間信仰。

## 概要
對古代日本農民而言，馬和牛等動物可幫忙耕作，是很重要的勞力來源，因此發展出廐神的民間信仰，希望能保佑馬廄牛舍之安全。信徒普遍認為猿猴是馬的守護神，在馬廄的梁柱上設置廐神之祠堂，供奉猿猴的頭蓋骨、掌骨、腳骨等。更簡單的方式便是在繪馬或符籙上繪製猿猴，貼於馬廄四周。此外每逢祈求馬匹安全的祭典上，也會讓猴子在馬廄周圍跳舞驅邪，後來發展成街頭藝術裡的猴戲（（日語）猿まわし）。再者，也有信仰虔誠的信徒將馬與觀世音菩薩一同參拜，其守護佛便是馬頭觀音（馬頭明王）。

## 內部連結
- 猴戲

## 外部連結
- （日語）東北地方の厩猿信仰
- （日語）牛馬の守護神 - 厩猿信仰